# Wandanschluss (Elektroinstallation)
Ein Wandanschluss ist ein an der Wand eines Gebäudes angebrachter Stromanschluss. Dieser Anschluss kann erfolgen über:
- ein Luftkabel
- eine Freileitung.

Im Fall eines Freileitungsanschlusses müssen Isolatoren an der Wand angebracht werden. An diesen wird die Freileitung abgespannt, und die Leitung führt entweder als isoliertes Kabel durch ein nach unten geneigtes Rohr oder im Fall von Wandanschlüssen für Hochspannung durch einen Durchführungsisolator in das Gebäude.
Wandanschlüsse für Niederspannungs- und für Telefonleitungen waren früher zur Versorgung von Häusern weit verbreitet, sind aber aus Sicherheitsgründen heute fast nur noch an Gebäuden, die der Stromversorgung dienen, zu finden, z. B. Transformatorenhäuschen.
Wandanschlüsse für Hochspannung findet man an in Gebäuden untergebrachten Transformatorenstationen mit Freileitungsanschluss, an Stromrichterhallen von HGÜ-Stationen und an Abstimmhäusern selbststrahlender Sendemasten zur Speisung derselben.